# Томи Емануел
Вилијам Томас „Томи“ Емануел (енгл. William Thomas "Tommy" Emmanuel; рођен 31. маја 1955) је аустралијски гитариста, препознатљив по свом стилу свирања прстима, перкусији и енергичним наступима. Награђиван је признањима магазина Ролинг Стоун за најбољег гитаристу 1990. године, затим наградом гитаристичког часописа „Гитар Плејер магазин“ за најбољег акустичног гитаристу, као и признањем Certified Guitar Player које поред њега носе још само тројица светских гитариста. Године 2010, Емануел је постао члан реда Аустралије (енгл. Member of the Order of Australia).

## Биографија
Томи Емануел почео је да свира гитару као четворогодишњак, по слуху и без формалног музичког образовања. Свој јединствени стил назвао је једноставно - стил свирања прстима (енгл. finger style). Чет Еткинс, легенда гитаре, био је један од његових првих и највећих узора и инспирисао га је да почне да свира. Чет и Томи су сарађивали 1996. године на албуму „The Day Finger Pickers Took Over The World“ који је номинован за Греми.
Томи Емануел је поред многобројних награда и признања добио и престижну титулу Certified Guitar Player коју осим њега носе још само два човека у свету - Џери Рид и Џон Ноулс. Емануел је сарађивао и са Ериком Клептоном, Џорџом Мартином, Лесом Полом, Хенком Марвином, Стивијем Вондером и многим другим истакнутим уметницима широм света, као и са симфонијским оркестрима Аустралије, Немачке и Америке. На 13. Гитар Арт фестивалу у Београду наступио је са мајсторима гитаре Влатком Стефановским и Стокелом Розенбергом окупљеним у гитарском трију „Краљеви жица“ (енгл. Kings of strings).

## Дискографија
- 1979. From Out Of Nowhere
- 1987. Up From Down Under
- 1990. Dare to Be Different
- 1992. Determination
- 1993. The Journey
- 1993. The Journey Continues
- 1995. Initiation
- 1995. Terra Firma (са Филом Емануелом)
- 1995. Classical Gas
- 1996. Can't Get Enough
- 1997. Midnight Drive (издање у САД Can't Get Enough)
- 1997. The Day Finger Pickers Took Over The World (са Чет Еткинсом)
- 1998. Collaboration
- 2000. Only
- 2001. The Very Best of Tommy Emmanuel
- 2004. Endless Road
- 2005. Live One
- 2006. Happy Hour (са Џимом Николсом)
- 2006. The Mystery
- 2008. Center Stage
- 2009. Just Between Frets (са Френк Вињолом)
- 2010. Little by Little
- 2010. Tommy Emmanuel Essential 3.0
- 2011. All I Want For Christmas
- 2012. First Step (са Влатком Стефановским и Стокелом Розенбергом)[7]